# Tetanorhynchus borero
Tetanorhynchus borero är en insektsart som beskrevs av Rehn, J.A.G. 1957. Tetanorhynchus borero ingår i släktet Tetanorhynchus och familjen Proscopiidae. Inga underarter finns listade i Catalogue of Life.